# Howzat! Kerry Packer's War
Howzat! Kerry Packer's War es una miniserie australiana que se estrenó el 19 de agosto de 2012 por medio de la cadena Nine Network y que se emtitió hasta el 26 de agosto del mismo año.
La miniserie se centró en la historia verdadera del magnate australiano de los medios Kerry Packer y cómo este cambió la historia del deporte del críquet para siempre. Sabiendo que los jugadores habían estado jugando por años sin recibir dinero y que estaban a punto de rebelarse contra las autoridades del críquet, decide crear una idea junto con John Cornell y se enfrenta en una amarga batalla que duraría dos años contra el establecimiento del críquet para proteger a los jugadores y al deporte, lo cual ocasionó un gran cambio en el críquet para siempre, mejorando las condiciones del juego y el apoyo a los jugadores.

## Historia
La miniserie cuenta la historia del legendario magnate australiano de los medios Kerry Packer, que se enfrentó a una pelea en el deporte del críquet cuando decide crear un nuevo torneo, logrando que 50 de los mejores jugadores del críquet firmen. Packer logra enfrentarse a la Junta del Críquet de Australia (en inglés "Australian Cricket Board") y al MCCC en una pelea por los derechos de televisión, y termina creando el "World Series Cricket".

## Personajes[6]

### Principales
| Intérprete         | Personaje        | Ocupación            | Episodios |
| ------------------ | ---------------- | -------------------- | --------- |
| Lachy Hulme        | Kerry Packer     | Magnate de Medios    | 2         |
| Brendan Cowell     | Rod Marsh        | Jugador de Criquet   | 2         |
| Matthew Le Nevez   | Dennis Lillee    | Jugador de Criquet   | 2         |
| Clayton Watson     | Ian Chappell     | Jugador de Criquet   | 2         |
| Damon Gameau       | Greg Chappell    | Jugador de Criquet   | 2         |
| Ryan O'Kane        | Jeff Thomson     | Jugador de Criquet   | 2         |
| Richard Davies     | David Hookes     | Jugador de Criquet   | 2         |
| Hamish Michael     | Doug Walters     | Jugador de Criquet   | 2         |
| Abe Forsythe       | John Cornell     | Empresario           | 2         |
| Peter Houghton     | Richie Benaud    | Jugador de Criquet   | 2         |
| Cariba Heine       | Delvene Delaney  | Actriz               | 2         |
| Travis McMahon     | Paul Hogan       | -                    | 2         |
| Nicholas G. Cooper | Gary Cosier      | Jugador de Criquet   | 1         |
| Nicholas Coghlan   | Austin Robertson | Manager de Jugadores | 1         |

### Otros personajes
| Intérprete          | Personaje        | Ocupación          | Episodios |
| ------------------- | ---------------- | ------------------ | --------- |
| Craig Hall          | Gavin Warner     | Ejecutivo          | 2         |
| Alexander England   | Tony Greig       | Jugador de Criquet | 2         |
| Helmut Bakaitis     | Bob Parish       | Jugador de Criquet | 2         |
| Mandy McElhinney    | Rose Mitchell    | Secretaria         | 2         |
| Neil Melville       | Ray Steele       | Jugador de Criquet | 2         |
| Paul Ashcroft       | John Crilly      | -                  | 2         |
| Adam Zwar           | Peter McFarline  | Periodista         | 2         |
| Debbie Zukerman     | Kylie            | -                  | 2         |
| Nicholas Bell       | Clive Bell       | Jugador de Criquet | 1         |
| Matthew Bright      | Ray Bright       | Jugador de Criquet | 1         |
| Simon Cormie        | Ritchie Robinson | Jugador de Criquet | 1         |
| Guy Walker          | Ian Davis        | Jugador de Criquet | 1         |
| Tony Briggs         | Clive Lloyd      | Jugador de Criquet | 1         |
| Aiden March         | Rick McCosker    | Jugador de Criquet | 1         |
| Daniel Worrell      | Mick Malone      | Jugador de Criquet | 1         |
| Matthew Brown       | Kerry O'Keefe    | Jugador de Criquet | 1         |
| Tristan O'Shannessy | Len Pascoe       | Jugador de Criquet | 1         |
| Nigel Francis       | Joel Garner      | Jugador de Criquet | 1         |
| Andrew Carbone      | Max Walker       | Jugador de Criquet | 1         |
| Darrel Brown        | Andy Roberts     | Jugador de Criquet | 1         |
| Paul Ireland        | Joel Parker      | -                  | 1         |

## Premios y nominaciones
| Año  | Categoría                                              | Premio             | Nominado (a)               | Resultado |
| ---- | ------------------------------------------------------ | ------------------ | -------------------------- | --------- |
| 2013 | Most Popular Actor                                     | Silver Logie Award | Lachy Hulme                | Nominado  |
| 2013 | Most Outstanding Actor                                 | Silver Logie Award | Lachy Hulme                | Nominado  |
| 2013 | Most Outstanding Actress                               | Silver Logie Award | Mandy McElhinney           | Nominada  |
| 2013 | Most Popular Miniseries or Telemovie                   | Logie Award        | Howzat! Kerry Packer's War | Ganó      |
| 2013 | Most Outstanding Miniseries or Telemovie               | Silver Logie Award | Howzat! Kerry Packer's War | Ganó      |
| 2013 | Best Lead Actor in a Television Drama                  | AACTA Award        | Lachy Hulme                | Nominado  |
| 2013 | Best Guest or Supporting Actress in a Television Drama | AACTA Award        | Mandy McElhinney           | Ganó      |
| 2013 | Best Guest or Supporting Actor in a Television Drama   | AACTA Award        | Abe Forsythe               | Nominado  |
| 2013 | Best Telefeature or Mini Series                        | AACTA Award        | John Edwards & Mimi Butler | Ganó      |
| 2013 | Best Direction in Television                           | AACTA Award        | Daina Reid                 | Nominada  |

## Producción
La miniserie fue escrita por Christopher Lee y dirigida por Daina Reid, y estuvo producida por Southern Star, de John Edwards y por Mimi Butler.
El primer episodio se estrenó el 19 de agosto del 2012 en Australia y obtuvo una audiencia de 2.097 millones de televidentes. El segundo y último episodio se estrenó el 26 de agosto siguiente y obtuvo una audiencia de 2.09 millones de televidentes.